# 朝田実依
朝田 実依（あさだ みえ、7月6日 - ）は、日本の女性声優。兵庫県出身。
2013年3月まで81プロデュースに所属。

## 出演作品

### テレビアニメ
2008年
- 全力ウサギ（競技者）

2009年
- エレメントハンター（クラスメイト）
- PandoraHearts（貴婦人C）

2010年
- メタルファイト ベイブレード（観客B）
- メタルファイト ベイブレード 爆（女の子B、女子B、子供B）

2012年
- 銀魂'（キャバ嬢）

### OVA
2008年
- 真救世主伝説 北斗の拳 トキ伝
- やなせたかしメルヘン劇場「タコラのピアノ」

### 劇場版アニメ
2010年
- 劇場版ポケットモンスター ダイヤモンド&パール 幻影の覇者 ゾロアーク（ウパー）

### ドラマCD
- ティンクルセイバーNOVA MAIDEN STAR

### ゲーム
- G-taste麻雀（助手）
- ドラゴンズ オデッセイ フラン（フローリン）
- フラン3 外伝（フローリン）
- フラン3 緋蒼び幻想曲（フローリン）

### 吹き替え
- ジェシー!（コニー）
- ジャングル大騒動 -南極からのSOS-
- 天才学級アント・ファーム（オリーブ・ドイル）